# بيف فنسنت
بيف فنسنت (بالإنجليزية: Bev Vincent)‏ هو كاتب غير روائي أمريكي، ولد في 2 يونيو 1961 في نيو برونزويك في كندا.